# Pogorzel (gromada w powiecie mińskim)
Pogorzel – dawna gromada, czyli najmniejsza jednostka podziału terytorialnego Polskiej Rzeczypospolitej Ludowej w latach 1954–1972.
Gromady, z gromadzkimi radami narodowymi (GRN) jako organami władzy najniższego stopnia na wsi, funkcjonowały od reformy reorganizującej administrację wiejską przeprowadzonej jesienią 1954 do momentu ich zniesienia z dniem 1 stycznia 1973, tym samym wypierając organizację gminną w latach 1954–1972.
Gromadę Pogorzel z siedzibą GRN w Pogorzeli utworzono – jako jedną z 8759 gromad na obszarze Polski – w powiecie mińskim w woj. warszawskim, na mocy uchwały nr VI/10/7/54 WRN w Warszawie z dnia 5 października 1954. W skład jednostki weszły obszary dotychczasowych gromad Dąbrowa (z wyłączeniem wsi Borówek), Julianów I (z wyłączeniem wsi Zakola-Wiatraki), Krzywica, Nowe Zalesie (z wyłączeniem miejscowości Nowodwór), Nowa Pogorzel, Pogorzel, Strugi Krzywickie i Wojciechówka ze zniesionej gminy Siennica w tymże powiecie. Dla gromady ustalono 11 członków gromadzkiej rady narodowej.
31 grudnia 1959 do gromady Pogorzel przyłączono obszar zniesionej gromady Grzebowilk w tymże powiecie (bez wsi Borówek, Chełst, Grabina, Iłównia, Wólka Iłówiecka i Grębiszew).
31 grudnia 1961 gromadę zniesiono, włączając jej obszar do gromad: Siennica (wsie Dąbrowa, Krzywica, Nowa Pogorzel, Nowe Zalesie, Pogorzel, Strugi Krzywickie i Wojeciechówka), Cielechowizna (wieś Julianów I) i Rudzienko k/Kołbieli (wieś Grzebowilk) w tymże powiecie.